# Sindrome di Shwachman-Diamond
La sindrome di Shwachman-Diamond (o più semplicemente sindrome di Shwachman) è una complessa anomalia congenita su base ereditaria e genetica a trasmissione autosomica recessiva. Il gene responsabile della sindrome di Shwachman è stato identificato nel cromosoma 7 e si chiama sbds.

## Epidemiologia
Si tratta di una malattia rara. Una stima orientativa delle persone colpite dalla sindrome in Italia è di circa 1 su 100 000 nuovi nati. A dicembre 2006 in Italia sono stati segnalati 72 casi al Registro Nazionale della sindrome di Shwachman.

## Manifestazioni cliniche
La sindrome comporta essenzialmente:
- insufficienza pancreatica esocrina associata a ritardo della crescita con alterazioni ossee;
- gravi disfunzioni del midollo osseo e del sangue, principalmente neutropenia.

La sindrome si manifesta nei primi mesi di vita con problemi di digestione, malassorbimento, frequenti infezioni virali e batteriche (bronchiti, polmoniti e otiti).
Possono essere associate varie altre anomalie:
- anemia;
- piastrinopenia;
- ritardo psicomotorio;
- bassa statura;
- mielodisplasia;
- ipotermia lieve cronica;
- diabete mellito (spesso di tipo 1 e asintomatico).

## Prognosi
Nel primo anno di vita può essere mortale. 
Per evitare il decesso è necessario un trapianto di midollo osseo, nonostante i rischi di un simile intervento in età infantile. Alcuni disturbi di tale sindrome si attenuano con il crescere dell'età: purtroppo alcuni di questi ultimi (ad esempio le disfunzioni pancreatiche) non possono essere risolti con il trapianto di midollo osseo e dunque vanno trattati separatamente.